# 卢贝尔桑
卢贝尔桑（法語：Loubersan，法語發音：[lubɛʁsɑ̃]）是法国热尔省的一个市镇，属于米朗德区。

## 地理
卢贝尔桑（43°29'48"N, 0°29'56"E）面积10.77 平方千米，位于法国奧克西塔尼大區热尔省，该省份为法国西南部内陆省份，北起顺时针与洛特-加龙省、塔恩-加龙省、上加龙省、上比利牛斯省、大西洋比利牛斯省和朗德省接壤。
与卢贝尔桑接壤的市镇（或旧市镇、城区）包括：克莱蒙-普伊吉耶斯、伊德拉克-雷斯帕耶斯、拉贝让、圣梅达尔、塞桑。

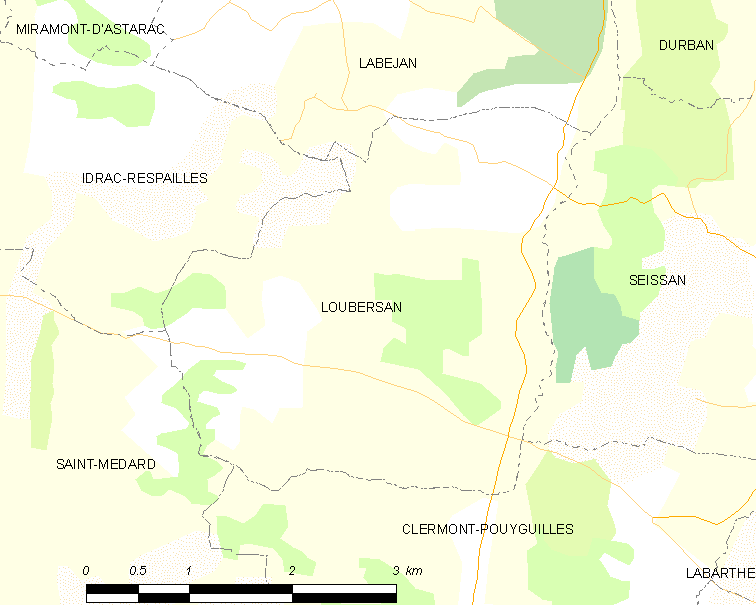
卢贝尔桑的OSM定位图

卢贝尔桑的时区为UTC+01:00、UTC+02:00（夏令时）。

## 行政
卢贝尔桑的邮政编码为32300，INSEE市镇编码为32215。

## 政治
卢贝尔桑所属的省级选区为米朗德-阿斯塔拉克县。

## 人口

1962-2008年间卢贝尔桑人口变化图示

卢贝尔桑于2022年1月1日时的人口数量为161人。